# Amsacta frederici
Amsacta frederici är en fjärilsart som beskrevs av Kirby 1892. Amsacta frederici ingår i släktet Amsacta och familjen björnspinnare. Inga underarter finns listade i Catalogue of Life.